# Halcyon (album)
Halcyon – drugi album angielskiej wokalistki Ellie Goulding, wydany 5 października 2012 roku. Album dotarł do drugiego miejsca UK Albums Chart, rozchodząc się w pierwszym tygodniu od premiery w liczbie 33 425 egzemplarzy. Płyta była promowana między innymi na iTunes Festival oraz podczas trasy Halcyon Days Tour. Album był nagrywany pomiędzy 2011 i 2012 rokiem podczas promocji pierwszego wydawnictwa artystki Lights.
Płyta otrzymała pozytywne recenzje krytyków, którzy chwalili Ellie za bardziej agresywną prezencję głosu i śmiałą obsadę produkcji albumu. Wydawnictwo zadebiutowało na drugiej pozycji w UK Albums Chart, w premierowym tygodniu, sprzedając się w 33 425 egzemplarzy. W styczniu 2014 roku Halcyon znalazł się na szczycie brytyjskiej listy albumów tym samym dając Goulding jej drugi album numer jeden w rodzimym kraju.
Płyta zadebiutowała na dziewiątym miejscu amerykańskiej listy Billboard 200 w Stanach Zjednoczonych, również osiągając pierwsze miejsce w Irlandii, miejsce w pierwszej piątce w Nowej Zelandii i w pierwszej dziesiątce w Kanadzie, Niemczech i Szwajcarii w dniu premiery. 20 kwietnia 2013 roku Ellie Goulding w ramach promocji albumu odwiedziła warszawski klub Stodoła.

## Tło
Po podpisaniu kontraktu z wytwórnią płytową Polydor Records w lipcu 2009, Ellie Goulding wydała swój debiutancki album Lights w lutym 2010 roku, wydawnictwo zostało pozytywnie przyjęte przez krytyków. Płyta zadebiutowała na pierwszej pozycji w UK Albums Chart, z liczbą sprzedanych 807 000 kopii w samej Wielkiej Brytanii oraz 1,6 miliona egzemplarzy na całym świecie.
W wywiadzie dla brytyjskiego magazynu Daily Star Goulding wyznała, iż planuje podzielić się kontynuacją Lights w 2011 roku: „Nie zniknąć na wieki. [Następny album] ukaże się w tym roku lub na początku następnego”.
Większość piosenek z Halcyon zostało nagranych wraz z producentem Jimem Eliotem z brytyjskiej grupy Kish Mauve w studiu w miejscowości Lyonshall w hrabstwie Herefordshire, blisko od miasteczka, w którym dorastała Ellie Goulding. Sesję nagraniowe miały miejsce również w Walii, Londynie, Montrealu oraz Brighton.

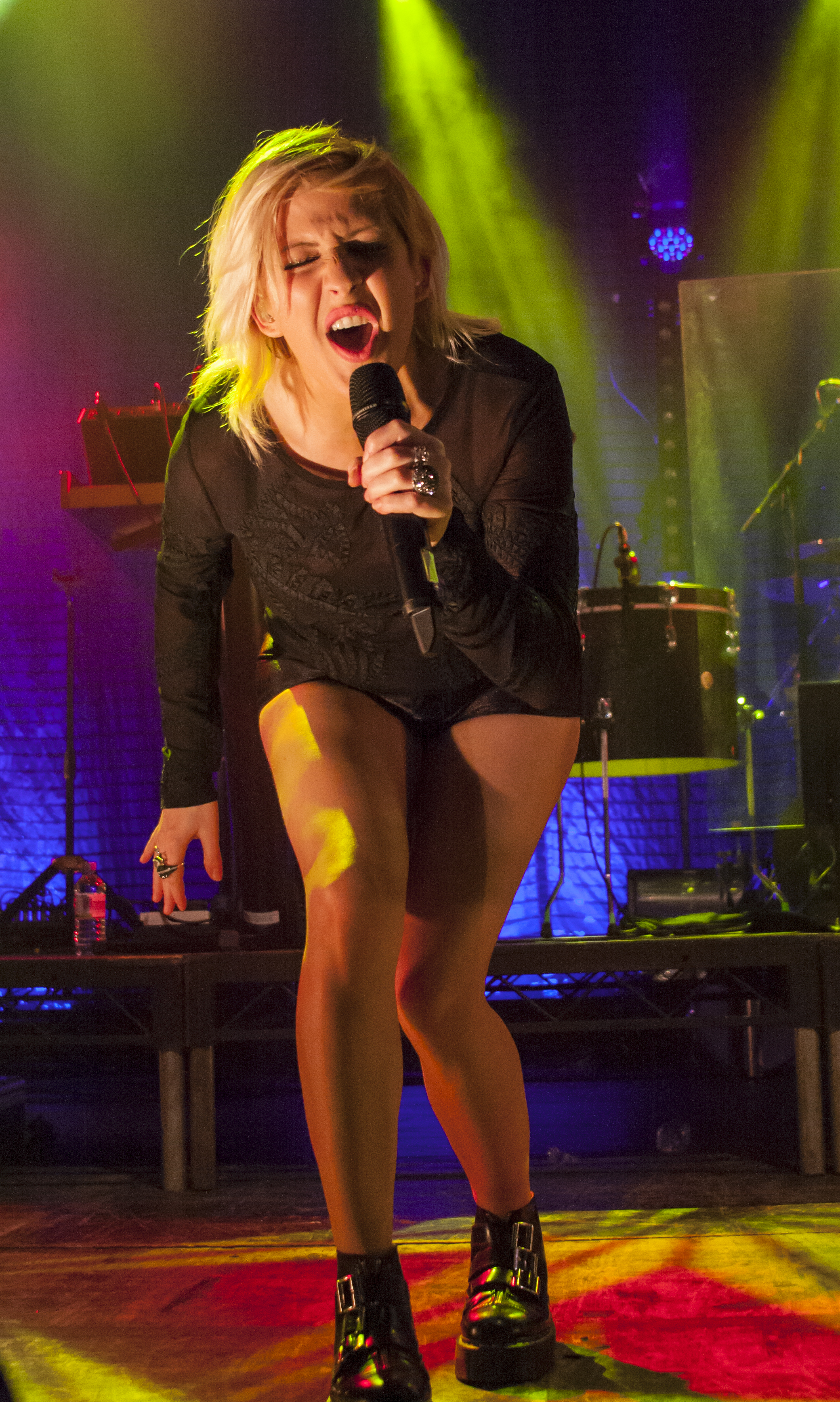
Ellie podczas koncertu w 2012 roku

W wywiadzie dla radia 97.1 AMP Radio, którego gospodarzem był Carson Daly, 6 sierpnia 2012 wokalistka wytłumaczyła, skąd wzięła inspirację do tytułu albumu: [Halcyon] jest jak ptak, który w zasadzie zimą składałby jaja nad morzem i uspokajał burzliwe wody, a wiele moich piosenek na tej płycie dotyczy oceanu i wody”. Podczas rozmowy powiedziała również, o dwóch utworach z płyty – „Only You” oraz tytułową „Halcyon”.
W wywiadzie z 2015 roku Ellie wypowiedziała się na temat albumu: „wtedy byłam dla siebie bardzo pobłażliwa. To wszystko byłam ja, każdy tekst na albumie”.

## Kompozycja
W wywiadzie dla witryny internetowej Dean Piper’s World w marcu 2011 Goulding została zapytana o kierunek, w którym podąży wraz z nadchodzącym wydawnictwem (Halcyon): „Zaczęło się od dźwięków bardzo mrocznych oraz dziwnych. Ten album będzie bardzo wzruszający [...] tak to chciałam stworzyć więc miejmy nadzieję. Chciałabym osiągnąć (właściwy) efekt, niezależnie czy będzie wesoły czy wręcz przeciwnie. „Ten album dla mnie jest podróżą z ciemności do światła, z zamieszania do zrozumienia [...] Na ten album nie zamierzałam tworzyć materiału o rozstaniu, ale myślę, że tak się stało.
29 sierpnia 2012 roku w programie MTV News Ellie w szczegółach omówiła brzmienia, które znajdują się na Halcyon, mówiąc: „Przeniosłam się trochę jeśli chodzi o mój debiutancki album, wiele odkryłam, nauczyłam się dużo więcej i również dojrzałam. Zdobyłam więcej zasięgów również innych zasięgów, to trochę bardziej plemienne i hymnowe, trochę więcej fortepianu i wokalu niż czegokolwiek innego. Mój wcześniejszy album był bardzo elektroniczny, ale również bardzo męczący dla mojego głosu, obecny jest dla mnie bardziej popowy”.
Wydawnictwo otwiera utwór „Don’t Say a Word”, który został opisany jako „cudownie elektroniczny”, podczas gdy „przechodził przez syntezatorowe pejzaże”. Ścieżka druga „My Blood” została napisana i wyprodukowana przed Goulding we współpracy z Jimem Eliotem, określana jako echo brzmienia utworów Adele. „Anything Could Happen”, który znajduje się na trzeciej pozycji track listy, został głównym singlem albumu, to electro ballada napisana i wyprodukowana również przez Goulding i Eliota, zawiera „tryskające syntezatory i całujący niebo refren”. Piosenka „Only You” została określona jako „coś pomiędzy, grzmiący i elektryzujący, ale pozbawiony pewnego rodzaju robaków usznych, które czynią go kompulsywnym nagraniem”. „Halcyon” utwór tytułowy, którego współautorem i koproducentem jest Goulding jest opisywany przez serwis Roalling Stone jako piosenka elektroniczna. Siódma piosenka „Joy” została napisana przy pomocy wokalistki oraz opisana jako „romans pełen zawirowań”. Kolejna ze ścieżek „Hanging On” opisywana jako mająca brzmienie ‘disco-goth’, to pierwszy cover znajdujący się na wydawnictwie, w oryginale piosenkę wykonuje amerykański artysta Active Child. „Explosions” dziewiąty utwór wydany również jako singiel, „zaczyna się chórem i ambitową perkusją; po refrenie fortepian cichnie, a produkcja przybiera na sile”. Kolejna „I Know You Care” została stworzona jako efekt współpracy Goulding i Justina Parkera. Tekstowo piosenka mówi o tym, że „(wokalistka) próbuje przekonać kogoś – nas, jej kochanka, siebie – że mają coś, co warto ocalić”. Kolejny utwór „Atlantis”, „jest lirycznie” kwintesencją piosenki o zerwaniu, balansując pomiędzy, bezsilnością miłości i utraconego uczucia”. Ostatni utwór znajdujący się na standardowej wersji albumu to „Dead in the Water”, następnie jako bonus track możemy usłyszeć duet Calvina Harrisa, w którym gościnnie pojawiła się Ellie Goulding I Need Your Love.

## Wydanie oraz promocja
Ellie Goulding zapowiedziała nowy materiał udostępniając singiel promocyjny album, 10 lipca 2012 na koncie oficjalnym SoundCloud cover piosenki Active Child pt. „Hanging On” w duecie z Tinie Tempah. 3 sierpnia na oficjalnym kanale artystki YouTube pojawił się zwiastun, który zawierał fragmenty utworów z Halcyon. 9 sierpnia Ellie pojawiła się jako gość w audycji radiowej BBC Radio 1, przy okazji premiery singla Anything Could Happen. Teledysk do piosenki „I Know You Care” został opublikowany 24 września 2012 roku, zawierając sceny z filmu Niech będzie teraz stając się jednocześnie piosenką przewodnią filmu. Piosenka została oficjalnie wydana jako singiel 20 września 2013 w formacie digital download w ramach kampanii #song4syria fundacji Save the Children. Utwór również służy jako część ścieżki dźwiękowej do filmu poświęconego dzieciom z Syrii w reżyserii Beeban’y Kidron. W ramach promocji albumu został nagrany 90-sekundowy filmik do piosenki „Only You”, został nakręcony wyłącznie dla internetowego sklepu odzieżowego ASOS w ramach kampanii świątecznej #BestNightEver i został oficjalnie wydany 5 listopada 2012 roku.
We współpracy z brytyjskim sklepem muzycznym HMV, słuchacze mogli głosować, aby piosenkarka wystąpiła z nowym materiałem Halcyon w lokalnym sklepie wraz z podpisywaniem płyt w dniu premiery albumu w UK 8 października 2012 roku. 20 września ogłoszono, że koncert odbędzie się w sklepie Market Street w Manchesterze.
Przed wydaniem Halcyon Ellie zagrała dwa koncerty, pierwszy 26 września jako część iTunes Festival w Roundhouse, w Londynie, który był transmitowany na żywo poprzez aplikację iTunes. Drugi z koncertów odbył się 5 października jako cykl koncertów Q Awards 2012 w Camden Town, w klubie Jazz Café. Goulding zagrała także trzy kameralne koncerty w Ameryce Północnej podczas tygodnia premierowego Halcyon, w Nowym Jorku, w klubie Santos Party House 11 października 2012, Toronto w klubie Sound Academy 14 października 2012 oraz w klubie w Los Angeles The Troubadour 16 października 2012 roku.

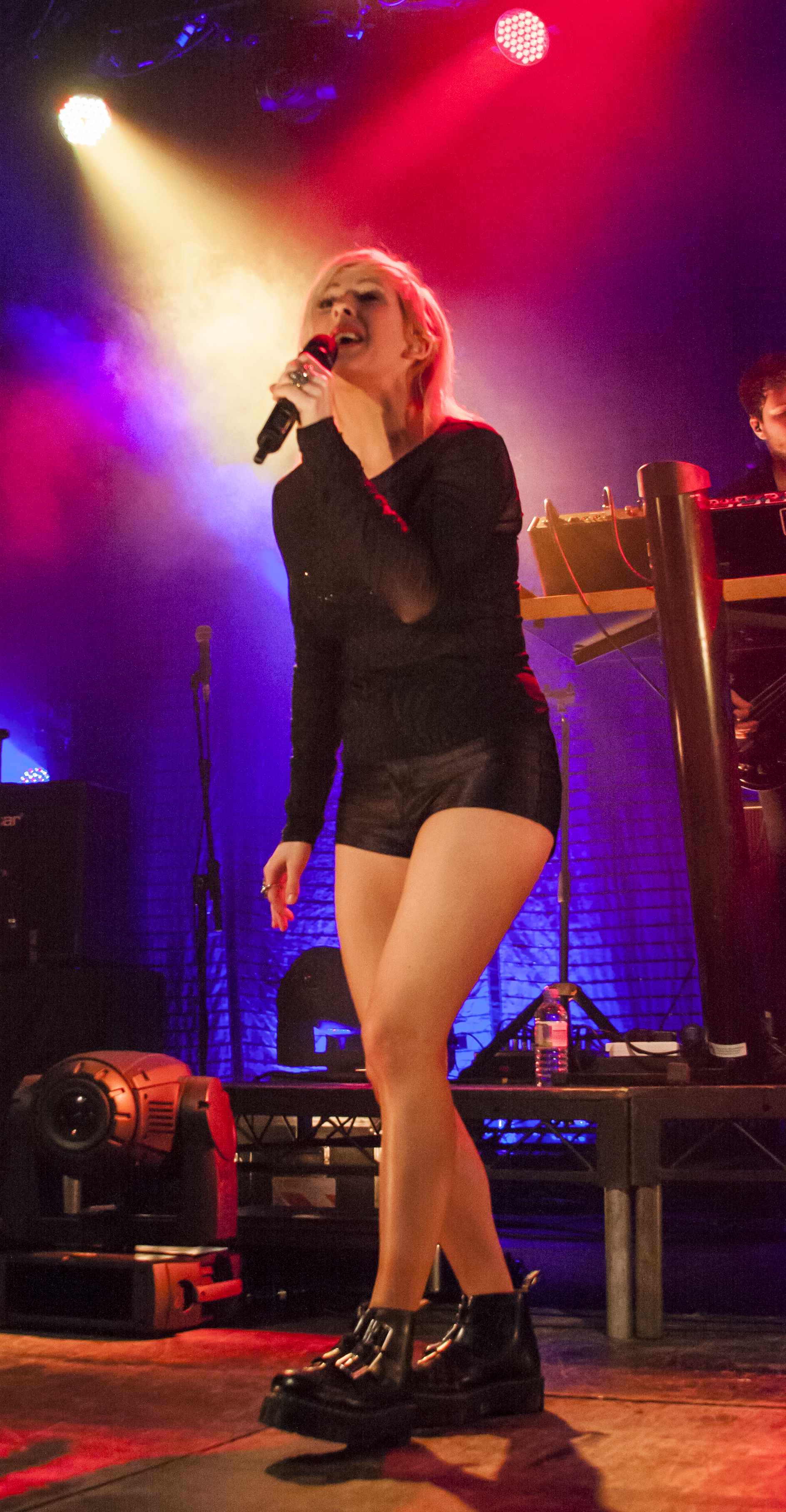
Wokalistka w Manchesterze w 2012 roku

Podczas promocji albumu Halcyon w USA Ellie Goulding pojawiła się z piosenką „Anything Could Happen” 10 października 2012 roku w programie Late Night with Jimmy Fallon. Dzień później wykonała ponownie utwór w programie śniadaniowym Today. Następnie 17 października Ellie pojawiła się w programach The Ellen DeGeneres Show oraz Conan, również z pierwszym singlem z Halcyon, 31 grudnia w Top of the Pops, Good Morning America 22 stycznia 2013 oraz w Jimmy Kimmel Live! 12 lutego 2013. Utwór „My Blood” wokalistka wykonała w programie Later... with Jools Holland 16 listopada 2012 roku. 30 grudnia wokalistka wystąpiła w programie Sunday Brunch z piosenką „Figure 8". W brytyjskim programie This Morning wystąpiła z koleją piosenką z płyty; „Explosions” 22 lutego 2013 roku. 14 grudnia 2013 roku Ellie wystąpiła w finale 10. edycji The X Factor UK wraz z Lukiem Friendem wykonując Anything Could Happen.
Piosenka „Hanging On” została wykorzystana w serialach stacji The CW Plotkara oraz w sezonie trzecim serialu Nikita. Dodatkowo w filmach Niezgodna oraz Intruz. W 2013 roku Living Phantom stworzył remix „Hanging On” na potrzeby zwiastuna gry na platformę PlayStation 3 – God of War: Wstąpienie.
Inny utwór z Halcyon „Dead in the Water” został użyty w piętnastym odcinku, dziewiątego sezonu, amerykańskiego serialu stacji ABC, Chirurdzy, w dniu premiery odcinka 14 kwietnia 2013 roku. Utwór „Stay Awake”, wyprodukowany przez francuskiego producenta Madeon, został wydany wyłącznie za pośrednictwem platformy Beatport 24 marca 2013 roku. 15 kwietnia 2013 roku wersja exclusive albumu zawierająca remiksy utworów ze standardowej wersji Halcyon została wydana przez Nike do bezpłatnego strumieniowego pobrania, mająca na celu zachęcić do akcji charytatywnej firmy Nike Women Half Marathon, w którym Goulding brała udział. Wydarzenie miało miejsce w Waszyngtonie w dniu 28 kwietnia 2013 roku. Piosenka „My Blood” znalazła się na wersji deluxe ścieżki dźwiękowej do filmu Niezgodna oraz utwór znalazł się w zwiastunie do filmowej wersji baśni Disneya Kopciuszek z 2015 roku.

## Single
W lipcu 2012 za pośrednictwem portalu Facebook, Ellie zapowiedziała, iż głównym singlem albumu będzie piosenka „Anything Could Happen”, prosząc fanów o współtworzenie teledysku do singla poprzez przesyłanie zdjęć związanych z tekstem piosenki na Instagramie.
9 sierpnia na oficjalnym kanale artystki na platformie YouTube odbyła się premiera oficjalnego lyric video. 17 dnia tego samego miesiąca piosenka była już oficjalnie dostępna na wszystkich platformach streamingowych. Singiel znalazł się na najwyższej pozycję w rodzimym kraju Goulding – na pozycji piątej, notowania UK Singles Chart, tym samym stając się trzecim top-pięć piosenkarki w Wielkiej Brytanii. Singiel notował umiarkowaną pozycję na całym świecie, docierając do pierwszej dwudziestki w Australii, Irlandii i Nowej Zelandii oraz do pierwszej czterdziestki w Belgii i Kanadzie oraz miejsca drugiego w Polsce.
„Figure 8” został wydany 13 grudnia 2012 jako drugi singiel promujący album. Piosenka osiągnęła pozycję 33. w Wielkiej Brytanii. Bardziej popularna okazała się w Nowej Zelandii czy Finlandii, gdzie osiągnęła pozycję 7. oraz 8. tamtejszych notowań.
„Explosions” 3 sierpnia został wydany jako początkowo singiel promocyjny w Irlandii za pośrednictwem platformy iTunes, a w Wielkiej Brytanii 1 października 2012 roku, lecz następnie został usunięty z platform w obu krajach. Jako trzeci singiel promujący Halcyon piosenka miała premierę w styczniu 2013. „Explosions” osiągnął pozycję 13. w UK oraz 100. w USA na liście Billboard Hot 100.

## The Halcyon Days Tour
The Halcyon Days Tour

## Odbiór krytyków
Halcyon otrzymał w większości pozytywne opinie krytyków. Portal Metacritic umieścił album na pozycji 69. na 100 możliwych. Neil McCormic z The Daily Telegraph napisał, iż głoś wokalistki „jest czymś specjalnym”, jej skala głosu [A] jest luksusowo epicka jak Enya, ale z rodzajem dynamizmu Florence + the Machine. Poetycko nieprzejrzyste teksty Goulding nabierają prawdziwej dramatycznej wagi”. Na dużym, odważnym albumie Goulding, można doświadczyć, co oznacza „śpiewanie jak ptak”, zupełnie nowy wymiar. Melissa Maerz z Entertainment Weekly napisała o albumie „solówki harfy, cyfrowo dopracowane harmonie cyborgów i przynajmniej jeden hołd dla płynów ustrojowych („My Blood”). Ale to wszystko zakotwiczone przez gigantyczne haczyki w kształcie kuli dyskotekowej i rodzaj tanecznych rytmów, które można znaleźć w „NOW That’s What I Call Music!”. Redaktor Mikael Wood z Los Angeles Times zauważył, że Goulding „łączy przemyślane przemyślenia na temat młodej miłości ze świstem syntezatorowych riffów i ostrych maszynowych uderzeń; album twierdzi, że elektroniczna muzyka taneczna jest naturalną domeną wrażliwych piosenkarzy i autorów tekstów”. Michael Cragg z The Fly odniósł się do albumu jako „śmiały i pewny siebie krok naprzód”. Redaktor Matt Collar z AllMusic' stwierdził, że Goulding „ubiera swojego potężnego skowronka za pomocą delikatnie splecionej zasłony efektów cyfrowych. Ambitna praca artystki, która chce rozwinąć swoje całkowite brzmienie, Halcyon plasuje Goulding na granicy możliwości artystycznych i zawodowych”. Will Hermes w recenzji dla Rolling Stone powiedział: „Jeśli pisanie piosenek nie pasuje do brytyjskich div popowych, takich jak Kate Bush, to jest to wspaniały przykład Goulding i jej głosu – Dolly Parton, olśniewający w górnym rejestrze – wspaniale współgra z elektroniką”. Geoff Nelson z PopMatters podsumował: „Na Halcyon Goulding wzmacnia swoją muzyczną genealogię, zarówno to, kim jest, jak i kim była, co jest często udaną próbą przejścia do kultowej sławy [...] Rezultat jest trochę błędny i bardzo głośna wersja jej największego i najmniejszego ja.” Jerry Shriver z USA Today zauważył, że na Halcyon Goulding „prezentuje bardziej ostry, bardziej agresywny obraz jej opadającego, przeszywającego stratosferę vibrato”, zauważając jednocześnie, że „[jej] ton, zrównoważony między dziewczęcym i kobiecym, jest atrakcyjny, podobnie jak jej oczywisty zamiar zostania artystą, ale chciałoby się od czasu do czasu bawić się Halcyon dla kontrastu”. Pomimo nazwania albumu „dobrze wykonanym, stylowym dziełem”, Andy Gill z The Independent stwierdził, że „trudno kochać piosenki, które próbują ukryć”. Rebecca Nicholson z The Guardian wyraziła opinię, iż album „nie jest prawie taki jak jego poprzednik”, ale dodała, że „główną wadą Halcyon jest to, że czasami czuje się trochę za dużo – i to jest coś co Goulding, od zawsze tworzyła jako nieśmiała, może nie być tak smutna”. Hayley Avron z NME skrytykowała album: „Dla mnie Halcyon jest dziwaczny, jak zwykle wokal Goulding leniwie wplatany w standardowy taniec na wykresach fabrycznych. W „Joy” oraz „I Know You Care” jej artyzm może przez chwilę oddychać, z dala od bombastowanie duszących podkładów”.

## Wyniki komercyjne
Halcyon zadebiutował na pozycji drugiej brytyjskiej listy albumów UK Albums Chart oraz na szczycie listy UK Album Downloads Chart, sprzedając się w 33 425 kopiach w pierwszym tygodniu co daje 10,3% mniej aniżeli debiutancki album wokalistki Lights w swoim pierwszym tygodniu. W drugim tygodniu od premiery album wskoczył na pozycję drugą z liczbą 11 082 sprzedanych egzemplarzy. 5 stycznia 2014, w 65. tygodniu na liście, Halcyon przeszedł z szóstej do pierwszej pozycji notowania UK Albums Chart z 37 507 sprzedanych kopii, dając tym samym Goulding drugi numer jeden w Wielkiej Brytanii. Album spędził dwa tygodnie z rzędu na pierwszym miejscu, sprzedając 26 456 kopii. Następnie album wraz z liczbą 24 831 sprzedanych egzemplarzy spadł na pozycję drugą notowania, przed powrotem na pierwsze miejsce po raz trzeci z rzędu ze sprzedażą 20 928 egzemplarzy. Do lipca 2017 roku album sprzedał się w Wielkiej Brytanii w 1,18 mln egzemplarzy.
Album zadebiutował na pozycji ósmej notowania Irish Albums Chart w Irlandii. Ostatecznie znalazł się na szczycie irlandzkiej listy albumów w tygodniu kończącym się 2 stycznia 2014 r., ponad rok po pierwotnym wydaniu. W USA Halcyon zadebiutował na dziewiątej pozycji notowania Billboard 200 wraz z liczbą 34 000 sprzedanych egzemplarzy w tygodniu premierowym. We wrześniu 2015 album sprzedał się w liczbie 522 000 kopii w samych Stanach Zjednoczonych. W Oceanii na miejscu 16. w Australii i trzecim w Nowej Zelandii. Halcyon dotarł do pierwszej dziesiątki, w Kanadzie, Niemczech, Grecji i Szwajcarii oraz do pierwszej piętnastki w Belgii i Norwegii.

## Lista utworów

### Edycja standardowa
| Edycja standardowa | Edycja standardowa      | Edycja standardowa                              | Edycja standardowa                   | Edycja standardowa |
| Nr                 | Tytuł utworu            | Tekst                                           | Produkcja                            | Długość            |
| ------------------ | ----------------------- | ----------------------------------------------- | ------------------------------------ | ------------------ |
| 1.                 | „Don’t Say a Word”      | Ellie Goulding, Jim Eliot                       | Ellie Goulding, Jim Eliot            | 4:07               |
| 2.                 | „My Blood”              | Moore, Ellie Goulding, Jim Eliot, Mima Stilwell | Ellie Goulding, Jim Eliot            | 3:54               |
| 3.                 | „Anything Could Happen” | Ellie Goulding, Jim Eliot                       | Ellie Goulding, Jim Eliot            | 4:47               |
| 4.                 | „Only You”              | Ellie Goulding, Jim Eliot                       | Ellie Goulding, Jim Eliot            | 3:51               |
| 5.                 | „Halcyon”               | Ellie Goulding, Jim Eliot                       | Ellie Goulding, Jim Eliot            | 3:25               |
| 6.                 | „Figure 8”              | Ellie Goulding, Jonny Lattimer                  | Monsta, Mike Spencer, Jonny Lattimer | 4:08               |
| 7.                 | „Joy”                   | Ellie Goulding, Jim Eliot                       | Ellie Goulding, Jim Eliot            | 3:14               |
| 8.                 | „Hanging On”            | Patrick James Grossi, Ariel Rechtshaid          | Billboard                            | 3:22               |
| 9.                 | „Explosions”            | Ellie Goulding, John Fortis                     | John Fortis                          | 4:03               |
| 10.                | „I Know You Care”       | Ellie Goulding, Justin Parker                   | Justin Parker                        | 3:26               |
| 11.                | „Atlantis”              | Ellie Goulding, Jim Eliot                       | Ellie Goulding, Jim Eliot            | 3:53               |
| 12.                | „Dead in the Water”     | Ellie Goulding, Fin Dow-Smith                   | Starsmith                            | 4:44               |
|                    |                         |                                                 |                                      | 46:54              |

| UK bonus video zawiera standardową listę utworów plus poniższe | UK bonus video zawiera standardową listę utworów plus poniższe       | UK bonus video zawiera standardową listę utworów plus poniższe |
| Nr                                                             | Tytuł utworu                                                         | Długość                                                        |
| -------------------------------------------------------------- | -------------------------------------------------------------------- | -------------------------------------------------------------- |
| 1.                                                             | „Paper Planes and Playground Games (short film; via digital insert)” | 9:07                                                           |
|                                                                |                                                                      | 9:07                                                           |

| International bonus track zawiera standardową listę utworów plus poniższe | International bonus track zawiera standardową listę utworów plus poniższe | International bonus track zawiera standardową listę utworów plus poniższe | International bonus track zawiera standardową listę utworów plus poniższe | International bonus track zawiera standardową listę utworów plus poniższe |
| Nr                                                                        | Tytuł utworu                                                              | Autorzy                                                                   | Produkcja                                                                 | Długość                                                                   |
| ------------------------------------------------------------------------- | ------------------------------------------------------------------------- | ------------------------------------------------------------------------- | ------------------------------------------------------------------------- | ------------------------------------------------------------------------- |
| 1.                                                                        | „Lights”                                                                  | Ellie Goulding, Richard Stannard                                          | Richard Stannard, Ash Howes                                               | 4:05                                                                      |
|                                                                           |                                                                           |                                                                           |                                                                           | 4:05                                                                      |

| Austrian iTunes Store bonus track zawiera standardową listę utworów plus poniższe | Austrian iTunes Store bonus track zawiera standardową listę utworów plus poniższe | Austrian iTunes Store bonus track zawiera standardową listę utworów plus poniższe | Austrian iTunes Store bonus track zawiera standardową listę utworów plus poniższe | Austrian iTunes Store bonus track zawiera standardową listę utworów plus poniższe |
| Nr                                                                                | Tytuł utworu                                                                      | Autorzy                                                                           | Produkcja                                                                         | Długość                                                                           |
| --------------------------------------------------------------------------------- | --------------------------------------------------------------------------------- | --------------------------------------------------------------------------------- | --------------------------------------------------------------------------------- | --------------------------------------------------------------------------------- |
| 1.                                                                                | „Your Song”                                                                       | Elton John, Bernie Taupin                                                         | Ben Lovett                                                                        | 3:10                                                                              |
|                                                                                   |                                                                                   |                                                                                   |                                                                                   | 3:10                                                                              |

| UK special edition bonus tracks zawiera standardową listę utworów plus poniższe | UK special edition bonus tracks zawiera standardową listę utworów plus poniższe | UK special edition bonus tracks zawiera standardową listę utworów plus poniższe | UK special edition bonus tracks zawiera standardową listę utworów plus poniższe | UK special edition bonus tracks zawiera standardową listę utworów plus poniższe |
| Nr                                                                              | Tytuł utworu                                                                    | Autorzy                                                                         | Produkcja                                                                       | Długość                                                                         |
| ------------------------------------------------------------------------------- | ------------------------------------------------------------------------------- | ------------------------------------------------------------------------------- | ------------------------------------------------------------------------------- | ------------------------------------------------------------------------------- |
| 1.                                                                              | „The Ending”                                                                    | Ellie Goulding, Jomphe                                                          | Billboard                                                                       | 4:41                                                                            |
| 2.                                                                              | „High for This”                                                                 | Abel Tesfaye, Henry Walter, Adrien Gough                                        | Xaphoon Jones                                                                   | 4:19                                                                            |
|                                                                                 |                                                                                 |                                                                                 |                                                                                 | 9:00                                                                            |

| Tesco exclusive bonus track zawiera standardową listę utworów plus poniższe | Tesco exclusive bonus track zawiera standardową listę utworów plus poniższe | Tesco exclusive bonus track zawiera standardową listę utworów plus poniższe | Tesco exclusive bonus track zawiera standardową listę utworów plus poniższe | Tesco exclusive bonus track zawiera standardową listę utworów plus poniższe |
| Nr                                                                          | Tytuł utworu                                                                | Autorzy                                                                     | Produkcja                                                                   | Długość                                                                     |
| --------------------------------------------------------------------------- | --------------------------------------------------------------------------- | --------------------------------------------------------------------------- | --------------------------------------------------------------------------- | --------------------------------------------------------------------------- |
| 1.                                                                          | „Stay Awake”                                                                | Ellie Goulding, Makeba Riddick, Hugo Pierre Leclercq                        | Madeon                                                                      | 3:28                                                                        |
| 2.                                                                          | „Hanging On (feat. Tinie Tempah)”                                           | Patrick James Grossi, Ariel Rechtshaid, Okogwu                              | Billboard                                                                   | 4:15                                                                        |
| 3.                                                                          | „Anything Could Happen (White Sea Remix)”                                   | Ellie Goulding, Jim Eliot                                                   | Ellie Goulding, Jim Eliot, White Sea                                        | 5:05                                                                        |
| 4.                                                                          | „Hanging On (Draper Remix)”                                                 | Patrick James Grossi, Ariel Rechtshaid                                      | Billboard, Draper                                                           | 5:25                                                                        |
|                                                                             |                                                                             |                                                                             |                                                                             | 18:13                                                                       |

| Wydanie cyfrowe z 2013 roku w Ameryce Północnej i dodatkowe nagrania w postaci fizycznej zawiera standardową listę utworów plus poniższe | Wydanie cyfrowe z 2013 roku w Ameryce Północnej i dodatkowe nagrania w postaci fizycznej zawiera standardową listę utworów plus poniższe | Wydanie cyfrowe z 2013 roku w Ameryce Północnej i dodatkowe nagrania w postaci fizycznej zawiera standardową listę utworów plus poniższe | Wydanie cyfrowe z 2013 roku w Ameryce Północnej i dodatkowe nagrania w postaci fizycznej zawiera standardową listę utworów plus poniższe | Wydanie cyfrowe z 2013 roku w Ameryce Północnej i dodatkowe nagrania w postaci fizycznej zawiera standardową listę utworów plus poniższe |
| Nr | Tytuł utworu | Autorzy | Produkcja | Długość |
| --- | --- | --- | --- | --- |
| 1. | „Burn” | Ellie Goulding, Ryan Tedder, Greg Kurstin, Noel Zancanella, Brent Kutzle                                                                 | Greg Kurstin, Ryan Tedder | 3:51 |
| 2. | „Goodness Gracious” | Ellie Goulding, Greg Kurstin, Nate Ruess                                                                                                 | Joe Kearns, Greg Kurstin | 3:46 |
| 3. | „I Need Your Love (Calvin Harris featuring Ellie Goulding)”                                                                              | Ellie Goulding, Calvin Harris | Calvin Harris | 3:58 |
| 4. | „Lights” | Ellie Goulding, Richard Stannard | Richard Stannard, Ash Howes | 4:05 |
| | | | | 15:40 |

### Wersja deluxe
| UK deluxe edition bonus tracks zawiera standardową listę utworów plus poniższe | UK deluxe edition bonus tracks zawiera standardową listę utworów plus poniższe | UK deluxe edition bonus tracks zawiera standardową listę utworów plus poniższe | UK deluxe edition bonus tracks zawiera standardową listę utworów plus poniższe | UK deluxe edition bonus tracks zawiera standardową listę utworów plus poniższe |
| Nr                                                                             | Tytuł utworu                                                                   | Autorzy                                                                        | Produkcja                                                                      | Długość                                                                        |
| ------------------------------------------------------------------------------ | ------------------------------------------------------------------------------ | ------------------------------------------------------------------------------ | ------------------------------------------------------------------------------ | ------------------------------------------------------------------------------ |
| 1.                                                                             | „Ritual”                                                                       | Ellie Goulding, Richard Stannard, Ash Howes                                    | Monsta, Richard Stannard, Ash Howes                                            | 3:50                                                                           |
| 2.                                                                             | „In My City”                                                                   | Ellie Goulding, Mathieu Jomphe                                                 | Billboard                                                                      | 3:20                                                                           |
| 3.                                                                             | „Without Your Love”                                                            | Ellie Goulding, Fin Dow-Smith                                                  | Starsmith                                                                      | 4:19                                                                           |
| 4.                                                                             | „Hanging On (featuring Tinie Tempah)”                                          | Patrick James Grossi, Ariel Rechtshaid, Okogwu                                 | Billboard                                                                      | 4:15                                                                           |
| 5.                                                                             | „Lights (Pnau Remix)”                                                          | Ellie Goulding, Richard Stannard                                               | Richard Stannard, Ash Howes, Pnau                                              | 4:05                                                                           |
| 6.                                                                             | „Paper Planes and Playground Games (short film; via digital insert)”           |                                                                                |                                                                                | 9:07                                                                           |
|                                                                                |                                                                                |                                                                                |                                                                                | 28:56                                                                          |

| International deluxe edition bonus tracks zawiera standardową listę utworów plus utwory bonusowe oraz poniższe | International deluxe edition bonus tracks zawiera standardową listę utworów plus utwory bonusowe oraz poniższe | International deluxe edition bonus tracks zawiera standardową listę utworów plus utwory bonusowe oraz poniższe | International deluxe edition bonus tracks zawiera standardową listę utworów plus utwory bonusowe oraz poniższe | International deluxe edition bonus tracks zawiera standardową listę utworów plus utwory bonusowe oraz poniższe |
| Nr | Tytuł utworu                                                                                                   | Autorzy | Produkcja | Długość |
| --- | --- | --- | --- | --- |
| 1. | „Lights” | Ellie Goulding, Richard Stannard                                                                               | Richard Stannard, Ash Howes                                                                                    | 4:05 |
| | | | | 4:05 |

| Australijska wersja deluxe bonus tracks zawiera standardową listę utworów plus utwory bonusowe oraz poniższe | Australijska wersja deluxe bonus tracks zawiera standardową listę utworów plus utwory bonusowe oraz poniższe | Australijska wersja deluxe bonus tracks zawiera standardową listę utworów plus utwory bonusowe oraz poniższe | Australijska wersja deluxe bonus tracks zawiera standardową listę utworów plus utwory bonusowe oraz poniższe | Australijska wersja deluxe bonus tracks zawiera standardową listę utworów plus utwory bonusowe oraz poniższe |
| Nr | Tytuł utworu                                                                                                 | Autorzy | Produkcja | Długość |
| --- | --- | --- | --- | --- |
| 1. | „Your Song”                                                                                                  | Elton John, Bernie Taupin                                                                                    | Ben Lovett                                                                                                   | 3:10 |
| | | | | 3:10 |

| Japońska wersja deluxe bonus tracks zawiera standardową listę utworów plus utwory bonusowe oraz poniższe | Japońska wersja deluxe bonus tracks zawiera standardową listę utworów plus utwory bonusowe oraz poniższe | Japońska wersja deluxe bonus tracks zawiera standardową listę utworów plus utwory bonusowe oraz poniższe | Japońska wersja deluxe bonus tracks zawiera standardową listę utworów plus utwory bonusowe oraz poniższe | Japońska wersja deluxe bonus tracks zawiera standardową listę utworów plus utwory bonusowe oraz poniższe |
| Nr | Tytuł utworu                                                                                             | Autorzy                                                                                                  | Produkcja                                                                                                | Długość                                                                                                  |
| --- | --- | --- | --- | --- |
| 1. | „Lights (Fernando Garibay Remix)”                                                                        | Ellie Goulding, Richard Stannard                                                                         | Richard Stannard, Ash Howes, Garibay                                                                     | 4:03 |
| | | | | 4:03 |

| UK iTunes wersja deluxe bonus tracks zawiera standardową listę utworów oraz poniższe | UK iTunes wersja deluxe bonus tracks zawiera standardową listę utworów oraz poniższe | UK iTunes wersja deluxe bonus tracks zawiera standardową listę utworów oraz poniższe | UK iTunes wersja deluxe bonus tracks zawiera standardową listę utworów oraz poniższe | UK iTunes wersja deluxe bonus tracks zawiera standardową listę utworów oraz poniższe |
| Nr                                                                                   | Tytuł utworu                                                                         | Autorzy                                                                              | Produkcja                                                                            | Długość                                                                              |
| ------------------------------------------------------------------------------------ | ------------------------------------------------------------------------------------ | ------------------------------------------------------------------------------------ | ------------------------------------------------------------------------------------ | ------------------------------------------------------------------------------------ |
| 1.                                                                                   | „Hanging On (featuring Tinie Tempah)”                                                | Patrick James Grossi, Ariel Rechtshaid, Okogwu                                       | Billboard                                                                            | 4:15                                                                                 |
| 2.                                                                                   | „Ritual”                                                                             | Ellie Goulding, Richard Stannard, Ash Howes                                          | Monsta, Richard Stannard, Ash Howes                                                  | 3:50                                                                                 |
| 3.                                                                                   | „In My City”                                                                         | Ellie Goulding, Mathieu Jomphe                                                       | Billboard                                                                            | 3:20                                                                                 |
| 4.                                                                                   | „Without Your Love”                                                                  | Ellie Goulding, Fin Dow-Smith                                                        | Starsmith                                                                            | 4:19                                                                                 |
| 5.                                                                                   | „Anything Could Happen (Blood Diamonds Remix)”                                       | Ellie Goulding, Jim Eliot                                                            | Ellie Goulding, Jim Eliot, Blood Diamonds                                            | 4:58                                                                                 |
| 6.                                                                                   | „Hanging On (video)”                                                                 |                                                                                      |                                                                                      | 4:15                                                                                 |
| 7.                                                                                   | „Anything Could Happen (video)”                                                      |                                                                                      |                                                                                      | 4:17                                                                                 |
| 8.                                                                                   | „Paper Planes and Playground Games (short film; via digital insert)”                 |                                                                                      |                                                                                      | 9:07                                                                                 |
|                                                                                      |                                                                                      |                                                                                      |                                                                                      | 38:21                                                                                |

| USA oraz Australijska iTunes wersja deluxe bonus tracks zawiera standardową listę utworów oraz poniższe | USA oraz Australijska iTunes wersja deluxe bonus tracks zawiera standardową listę utworów oraz poniższe | USA oraz Australijska iTunes wersja deluxe bonus tracks zawiera standardową listę utworów oraz poniższe | USA oraz Australijska iTunes wersja deluxe bonus tracks zawiera standardową listę utworów oraz poniższe | USA oraz Australijska iTunes wersja deluxe bonus tracks zawiera standardową listę utworów oraz poniższe |
| Nr | Tytuł utworu                                                                                            | Autorzy                                                                                                 | Produkcja                                                                                               | Długość                                                                                                 |
| --- | --- | --- | --- | --- |
| 1. | „Hanging On (featuring Tinie Tempah)”                                                                   | Patrick James Grossi, Ariel Rechtshaid, Okogwu                                                          | Billboard                                                                                               | 4:15 |
| 2. | „Lights”                                                                                                | Ellie Goulding, Richard Stannard                                                                        | Richard Stannard, Ash Howes                                                                             | 4:05 |
| 3. | „Ritual”                                                                                                | Ellie Goulding, Richard Stannard, Ash Howes                                                             | Monsta, Richard Stannard, Ash Howes                                                                     | 3:50 |
| 4. | „In My City”                                                                                            | Ellie Goulding, Mathieu Jomphe                                                                          | Billboard                                                                                               | 3:20 |
| 5. | „Without Your Love”                                                                                     | Ellie Goulding, Fin Dow-Smith                                                                           | Starsmith                                                                                               | 4:19 |
| 6. | „Anything Could Happen (Blood Diamonds Remix)”                                                          | Ellie Goulding, Jim Eliot                                                                               | Ellie Goulding, Jim Eliot, Blood Diamonds                                                               | 4:58 |
| | | | | 24:47                                                                                                   |

| Deluxe bonus track Wydania cyfrowego z 2013 roku w Ameryce Północnej zawiera standardową listę utworów plus poniższe | Deluxe bonus track Wydania cyfrowego z 2013 roku w Ameryce Północnej zawiera standardową listę utworów plus poniższe | Deluxe bonus track Wydania cyfrowego z 2013 roku w Ameryce Północnej zawiera standardową listę utworów plus poniższe | Deluxe bonus track Wydania cyfrowego z 2013 roku w Ameryce Północnej zawiera standardową listę utworów plus poniższe | Deluxe bonus track Wydania cyfrowego z 2013 roku w Ameryce Północnej zawiera standardową listę utworów plus poniższe |
| Nr | Tytuł utworu | Autorzy | Produkcja | Długość |
| --- | --- | --- | --- | --- |
| 1. | „Burn” | Ellie Goulding, Ryan Tedder, Greg Kurstin, Noel Zancanella, Brent Kutzle                                             | Greg Kurstin, Ryan Tedder                                                                                            | 3:51 |
| 2. | „Goodness Gracious”                                                                                                  | Ellie Goulding, Greg Kurstin, Nate Ruess                                                                             | Joe Kearns, Greg Kurstin                                                                                             | 3:46 |
| 3. | „I Need Your Love (Calvin Harris featuring Ellie Goulding)”                                                          | Ellie Goulding, Calvin Harris                                                                                        | Calvin Harris | 3:58 |
| 4. | „Ritual” | Ellie Goulding, Richard Stannard, Ash Howes                                                                          | Monsta, Richard Stannard, Ash Howes                                                                                  | 3:50 |
| 5. | „In My City” | Ellie Goulding, Mathieu Jomphe                                                                                       | Billboard | 3:20 |
| 6. | „Without Your Love”                                                                                                  | Ellie Goulding, Fin Dow-Smith                                                                                        | Starsmith | 4:19 |
| 7. | „Hanging On (featuring Tinie Tempah)”                                                                                | Patrick James Grossi, Ariel Rechtshaid, Okogwu                                                                       | Billboard | 4:15 |
| 8. | „Lights” | Ellie Goulding, Richard Stannard                                                                                     | Richard Stannard, Ash Howes                                                                                          | 4:05 |
| | | | | 31:24 |

| Deluxe bonus track Wydania cyfrowego iTunes z 2013 roku w Ameryce Północnej zawiera standardową listę utworów plus poniższe | Deluxe bonus track Wydania cyfrowego iTunes z 2013 roku w Ameryce Północnej zawiera standardową listę utworów plus poniższe | Deluxe bonus track Wydania cyfrowego iTunes z 2013 roku w Ameryce Północnej zawiera standardową listę utworów plus poniższe | Deluxe bonus track Wydania cyfrowego iTunes z 2013 roku w Ameryce Północnej zawiera standardową listę utworów plus poniższe | Deluxe bonus track Wydania cyfrowego iTunes z 2013 roku w Ameryce Północnej zawiera standardową listę utworów plus poniższe |
| Nr | Tytuł utworu | Autorzy | Produkcja | Długość |
| --- | --- | --- | --- | --- |
| 1. | „Anything Could Happen (Blood Diamonds Remix)”                                                                              | Ellie Goulding, Jim Eliot                                                                                                   | Ellie Goulding, Jim Eliot, Blood Diamonds                                                                                   | 4:58 |
| | | | | 4:58 |

## Pozycje na listach
| Lista (2012–2014)                | Najwyższa pozycja |
| -------------------------------- | ----------------- |
| Australia (ARIA)                 | 16                |
| Austria (Ö3 Austria)             | 51                |
| Belgia (Ultratop Flanders)       | 14                |
| Belgia (Ultratop Wallonia)       | 23                |
| Kanada (Billboard)               | 8                 |
| Czechy (ČNS IFPI)                | 49                |
| Dania (Hitlisten)                | 37                |
| Holandia (Album Top 100)         | 33                |
| Francja (SNEP)                   | 85                |
| Niemcy (Offizielle Top 100)      | 8                 |
| Grecja (IFPI)                    | 10                |
| Irlandia (IRMA)                  | 1                 |
| Nowa Zelandia (RMNZ)             | 3                 |
| Norwegia (VG-lista)              | 15                |
| Szkocja (OCC)                    | 1                 |
| RPA (RISA)                       | 20                |
| Szwajcaria (Schweizer Hitparade) | 7                 |
| Wielka Brytania (OCC)            | 1                 |
| USA (Billboard 200)              | 9                 |

| Lista (2012)                      | Pozycja |
| --------------------------------- | ------- |
| Wielka Brytania (UK Albums Chart) | 77      |
| Lista (2013)                      | Pozycja |
| Belgia (Ultratop Flanders)        | 53      |
| Belgia (Ultratop Wallonia)        | 162     |
| Irlandia (IRMA)                   | 16      |
| Wielka Brytania (OCC)             | 10      |
| USA (Billboard 200)               | 118     |
| Lista (2014)                      | Pozycja |
| Irlandia (IRMA)                   | 8       |
| Wielka Brytania (UK Albums Chart) | 12      |
| USA (Billboard 200)               | 165     |

| Lista (2010–2019) | Pozycja |
| ----------------- | ------- |
| UK Albums Chart   | 26      |

## Historia wydania
| Region          | Date                 | Edition                                   | Label      | Ref.            |
| --------------- | -------------------- | ----------------------------------------- | ---------- | --------------- |
| Niemcy          | 5 października 2012  | Standard · deluxe                         | Universal  | [ 165 ] [ 166 ] |
| Irlandia        | 5 października 2012  | Standard · deluxe                         | Polydor    | [ 167 ] [ 168 ] |
| Holandia        | 5 października 2012  | Standard · deluxe                         | Universal  | [ 169 ] [ 170 ] |
| Szwecja         | 5 października 2012  | Standard                                  | Universal  | [ 171 ]         |
| Francja         | 8 października 2012  | Standard                                  | Universal  | [ 172 ]         |
| Rosja           | 8 października 2012  | Standard                                  | Universal  | [ 173 ]         |
| Wielka Brytania | 8 października 2012  | Standard · deluxe · special               | Polydor    | [ 174 ] [ 175 ] |
| Kanada          | 9 października 2012  | Standard · deluxe                         | Universal  | [ 176 ]         |
| Włochy          | 9 października 2012  | Standard · deluxe                         | Universal  | [ 177 ] [ 178 ] |
| USA             | 9 października 2012  | Standard · deluxe · wersja kolekcjonerska | Interscope | [ 179 ] [ 180 ] |
| Australia       | 12 października 2012 | Standard · deluxe                         | Universal  | [ 181 ] [ 182 ] |
| Polska          | 16 października 2012 | Standard                                  | Universal  | [ 183 ]         |
| Meksyk          | 6 listopada 2012     | Deluxe                                    | Universal  | [ 184 ]         |
| Japonia         | 6 marca 2013         | Deluxe                                    | Universal  | [ 185 ]         |
| Wielka Brytania | 15 czerwca 2015      | LP                                        | Polydor    | [ 186 ]         |

## Certyfikaty
| Kraj                   | Certyfikat | Sprzedaż  |
| ---------------------- | ---------- | --------- |
| Australia (ARIA)       | Złoto      | 35 000    |
| Austria (IFPI)         | Platyna    | 20 000    |
| Kanada (Music Canada)  | 2× Platyna | 160 000   |
| Niemcy (BVMI)          | Złoto      | 100 000   |
| Meksyk (AMPROFON)      | Platyna    | 60 000    |
| Nowa Zelandia (NZRMNZ) | Platyna    | 15 000    |
| Rumunia (UFPR)         | 3× Platyna | N/A       |
| Singapur (RIAS)        | Platyna    | 10 000    |
| Szwecja (GLF)          | Złoto      | 20 000    |
| Szwajcaria (IFPI)      | Złoto      | 15 000    |
| Wielka Brytania (BPI)  | 4× Platyna | 1 180 000 |
| USA (RIAA)             | Platyna    | 1 000 000 |

## Personel

### Muzyczny
- Ellie Goulding – wokal prowadzący (wszystkie utwory), gitara akustyczna (utwór: 2, 5); gitara basowa (utwór: 4, 5); gitara elektroniczna (utwór: 11, 16)
- Jim Eliot – perkusja, syntezatory, fortepian, programowanie perkusji (utwory 1–5, 7, 11); chórki (utwór 2)
- London Community Gospel Choir – chór (utwór 3)
- Sally Herbert – aranżacja chóru, dyrygentura (utwory 3, 4, 7, 10); układ strun, dyrygentura (ścieżki 4, 7, 10)
- Rufio Sandilands – wszystkie instrumenty (ścieżka 6); instrumenty klawiszowe, programowanie, chórki, perkusja, muzyka (utwór 14)
- Rocky Morris – wszystkie instrumenty (ścieżka 6); instrumenty klawiszowe, perkusja, programowanie, muzyka (utwór 14)
- Mike Spencer – wszystkie instrumenty (ścieżka 6)
- John Fortis – instrumenty klawiszowe, programowanie (ścieżka 9)
- Kirsty Mangan – skrzypce (utwory 9, 12)
- Ashley Krajewski – dodatkowe programowanie (ścieżka 9)
- Justin Parker – fortepian, programowanie, chórki (utwór 10)
- Fin Dow-Smith – fortepian, syntezatory, układ smyczkowy (utwór 12); bas, gitara elektryczna, cała perkusja, pianino Rhodes, chórki, wszystkie instrumenty klawiszowe (ścieżka 16)
- Hannah Dawson – skrzypce (utwór 12)
- Natalie Holt – skrzypce (utwór 12)
- Rachael Lander – wiolonczela (utwór 12)
- Calvin Harris – wszystkie instrumenty (utwór 13)
- Ash Howes – dodatkowe keyboardy, dodatkowe programowanie (ścieżka 14)
- Philippe Look – gitara (utwór 15)
- Joe Clegg – bębny (utwór 16)
- Tinie Tempah – wokale rapowe (utwór 17)
- Richard George – główny skrzypek (utwory 4, 7, 10)
- Rick Koster – skrzypce (utwory 4, 7, 10)
- Natalia Bonner – skrzypce (utwory 4, 7, 10)
- Gareth Griffiths – skrzypce (utwory 4, 7, 10)
- Kate Robinson – skrzypce (utwory 4, 7, 10)
- Matty Ward – skrzypce (utwory 4, 7, 10)
- Gillon Cameron – skrzypce (utwory 4, 7, 10)
- Emma Parker – skrzypce (utwory 4, 7, 10)
- Nina Foster – skrzypce (utwory 4, 7, 10)
- Olli Langford – skrzypce (utwory 4, 7, 10)
- John Metcalfe – altówka (utwory 4, 7, 10)
- Fiona Bonds – altówka (utwory 4, 7, 10)
- Max Baillie – altówka (utwory 4, 7, 10)
- Ian Burdge – wiolonczela (utwory 4, 7, 10)
- Sophie Harris – wiolonczela (utwory 4, 7, 10)
- Jonny Byers – wiolonczela (utwory 4, 7, 10)

Źródło []

### Techniczny
- Ellie Goulding – produkcja (ścieżki 1–5, 7, 11)
- Jim Eliot – produkcja, efekty dźwiękowe (ścieżki 1–5, 7, 11)
- Tom Elmhirst – miksowanie (ścieżki 1–5, 7–9, 11, 12, 15–17)
- Ben Baptie – pomoc przy miksowaniu (ścieżki 1–5, 7–9, 11, 12, 15–17); dodatkowa inżynieria (ścieżka 3)
- Graham Archer – inżynieria nagrań chóru (ścieżki 3, 4, 7, 10); inżynieria strunowa (ścieżki 4, 7, 10)
- Joel M. Peters – pomoc techniczna przy nagrywaniu chóru (ścieżki 3, 4, 7, 10); pomoc inżyniera strun (ścieżki 4, 7, 10)
- Monsta – produkcja, nagrywanie (utwory 6, 14); dodatkowa produkcja wokalna (utwór 6)
- Mike Spencer – dodatkowa produkcja, miks, dodatkowa produkcja wokalna, nagranie (ścieżka 6)
- Jonny Lattimer – produkcja wokalna (utwór 6)
- Billboard – produkcja (utwory 8, 15, 17)
- Richard Vincent – inżynieria (ścieżki 8, 17)
- Philippe Dumais – pomoc inżynieryjna (ścieżki 8, 15, 17)
- John Fortis – produkcja (utwór 9)
- Ashley Krajewski – nagrywanie (ścieżka 9)
- George Murphy – nagrywanie (ścieżka 9)
- Justin Parker – produkcja, miksowanie (ścieżki 10)
- Starsmith – produkcja (utwory 12, 16)
- Adam Miller – technika strunowa (ścieżka 12)
- John Prestage – pomoc techniczna w zakresie strun (ścieżka 12)
- Calvin Harris – produkcja, miksowanie (ścieżka 13)
- Biff Stannard – produkcja wokalna (utwór 14)
- Ash Howes – produkcja wokalna, miksowanie (utwór 14)
- Marc Bell – inżynieria (ścieżka 15)
- Lee Slater – inżynieria perkusyjna (utwór 16)
- Naweed – mastering (utwory 1–12, 14–17)
- Karen Thompson – mastering (utwór 13)

Źródło []

### Okładka
- Ellie Goulding – kierownictwo
- Simon Procter – fotograf
- Cassandra Gracey – kierownictwo
- Richard Andrews – projekt

Źródło []